# Terra Madre

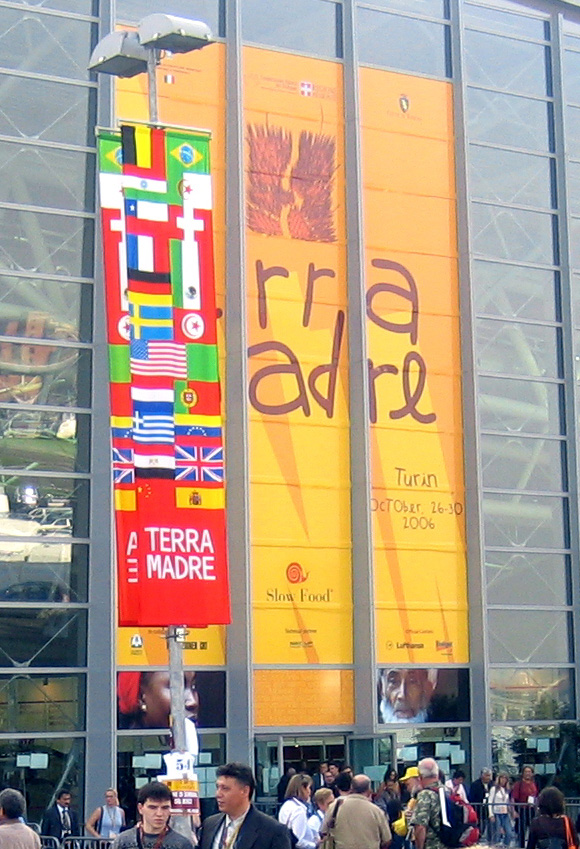
Salone del gusto - Terra Madre (2006)

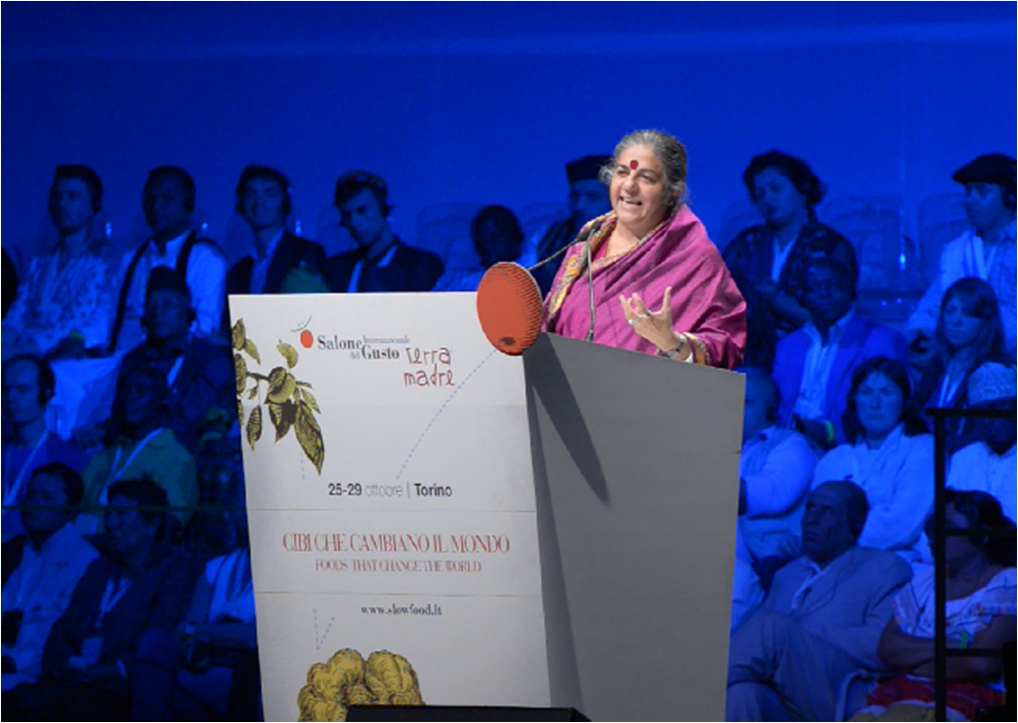
Vandana Shiva al Salone internazionale del gusto - Terra Madre 2012.

Terra Madre è una rete mondiale, creata da Slow Food nel 2004, che raggruppa le "comunità dell'alimentazione" impegnate, ciascuna nel suo contesto geografico e culturale, a salvaguardare la qualità delle produzioni agro-alimentari locali.
Le comunità condividono i problemi generati dalla pratica di un'agricoltura intensiva pregiudizievole nei confronti delle risorse naturali e da un'industria alimentare di massa tendente all'omologazione dei gusti e in grado di mettere in crisi l'esistenza stessa delle produzioni su piccola scala.
Quasi 9.000 persone si sono riunite a Torino nel 2006 durante il secondo congresso di Terra Madre: 4.803 agricoltori, allevatori, pescatori e operatori dell'agroalimentare artigianale provenienti da 1.583 comunità alimentari di 150 paesi; 953 cuochi; 411 professori e rappresentanti di 225 università, 2.320 osservatori e accompagnatori e 776 volontari.
L'edizione successiva si è tenuta a Torino dal 23 al 27 ottobre 2008, sempre in concomitanza con il Salone del Gusto.
Nell'ambito dell'iniziativa, è stato realizzato l'omonimo documentario di Ermanno Olmi e il documentario I nove semi di Maurizio Zaccaro.

## Terra Madre Day
Il Terra Madre Day è la giornata per festeggiare il cibo locale e onorare le comunità che le producono.  Si svolge ogni anno, il 10 dicembre, attraverso molteplici eventi.